# Гельмут Тецель
Гельмут Тецель (нім. Helmut Tetzel; 3 серпня 1920, Райнсдорф — ?) — німецький військовик, боцмансмат крігсмаріне, гауптбоцман бундесмаріне. Кавалер Німецького хреста в золоті.

## Нагороди
- Хрест Воєнних заслуг 2-го класу з мечами (20 травня 1941)
- Нагрудний знак підводника (17 жовтня 1941)
- Залізний хрест
  - 2-го класу (17 жовтня 1941)
  - 1-го класу (27 грудня 1942)
- Хрест «За військові заслуги» (Італія) (29 травня 1943)
- Медаль «За італо-німецьку кампанію в Африці» (Королівство Італія)
- Німецький хрест в золоті (17 травня 1944) — як боцмансмат і матроський унтерофіцер на підводному човні U-562.
- Фронтова планка підводника
  - в бронзі (27 вересня 1944)
  - в сріблі (5 січня 1945)
- Орден «За заслуги перед Федеративною Республікою Німеччина», медаль (26 лютого 1973) — як гауптбоцман у відставці.